# 安德烈亚·皮萨诺

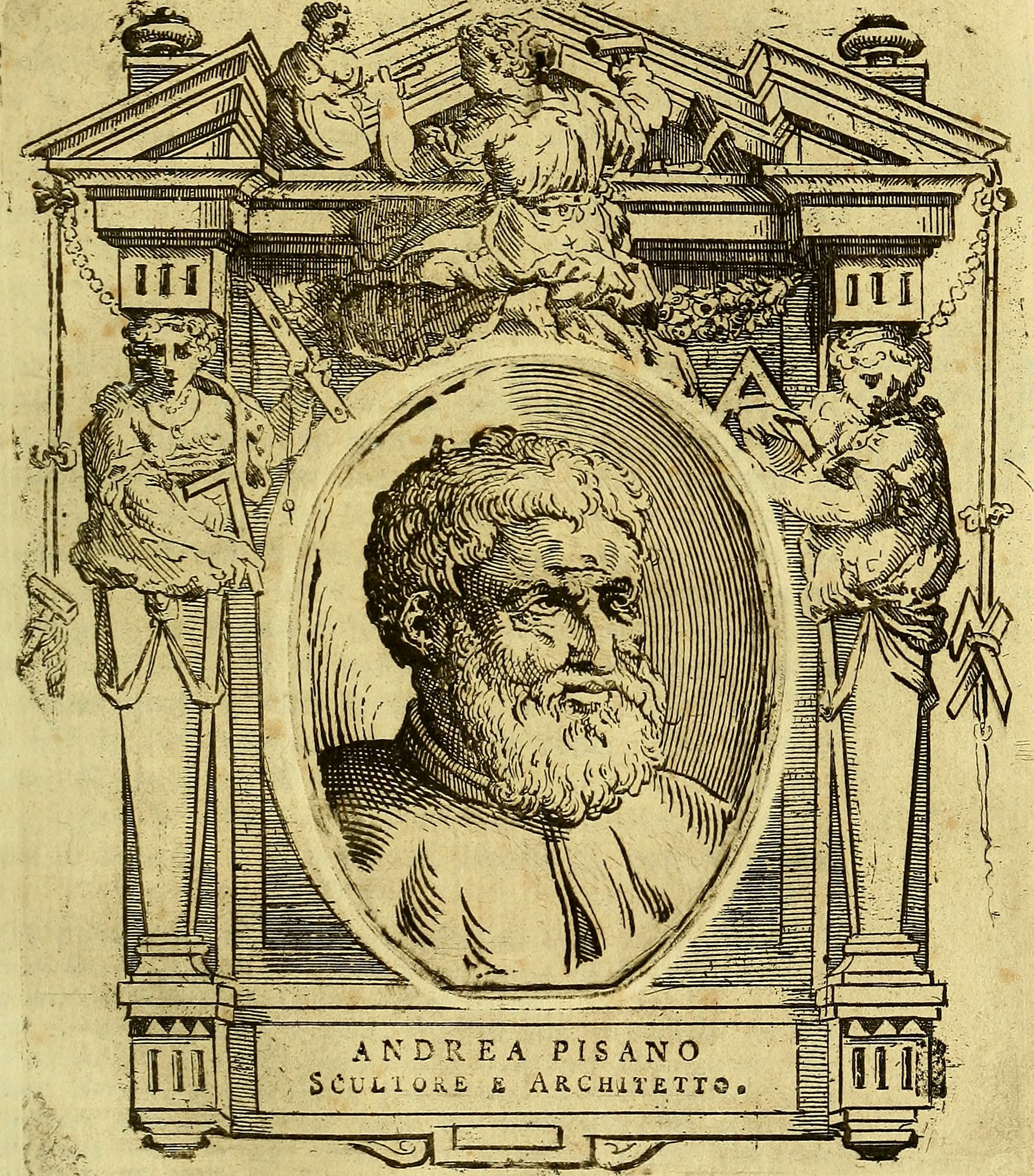
安德烈亚·皮萨诺

安德烈亚·皮萨诺（1290年—1348年）是一位意大利雕塑家和建筑师，曾為荆冕圣玛利亚堂创作雕塑。1340年，他接替喬托·迪·邦多內出任聖母百花大教堂的工程总监。  1347年，他出任奥尔维耶托主教座堂的工程总监。 